# Ichneumon malaisei
Ichneumon malaisei là một loài tò vò trong họ Ichneumonidae.